# Sareomycetes
Sareomycetes Beimforde, A.R. Schmidt, Rikkinen & J.K. Mitch. – klasa workowców (Ascomycota).

## Charakterystyka
Do klasy Sareomycestes należą dwa tylko gatunki, które rozwijają się wyłącznie na żywicy drzew. Do 2000 r. na podstawie cech morfologicznych sklasyfikowane były w rodzinie Trapellaceae w klasie miseczniaków (Lecanoromycetes). Przeprowadzone przez zespół mykologów badania molekularne oparte na analizie siedmiu filogenetycznie istotnych regionów DNA, w tym regionów rybosomalnych (ITS, nucSSU, mtSSU, nucLSU) i kodujących białka (rpb1, rpb2, mcm7) wykazały, że gatunki te nie pasują do żadnej z dotąd opisanych klas workowców. W związku z tym naukowcy ci utworzyli nową klasę Sareomycetes. Zmienność genetyczna nowo zaproponowanej klasy sugeruje, że jest to większa grupa, która wymaga dalszych badań i prawdopodobnie należy do niej więcej taksonów.

## Systematyka
Według aktualizowanej klasyfikacji Index Fungorum bazującej na Dictionary of the Fungi klasa Sareomycetes należy do podtypu Pezizomycotina i jest taksonem monotypowym, do którego należy jeden tylko rodzaj:
- podklasa incertae sedis
  - rząd Sareales
    - rodzina Sareaceae Beimforde, A.R. Schmidt, Rikkinen & J.K. Mitch. 2020
      - rodzaj Sarea Fr. 1825